# Maasbracht
Maasbracht este o localitate în comuna Maasgouw din provincia Limburg, Țările de Jos. Până în 2007 localitatea era o comună separată ce includea și localitățile: Brachterbeek, Linne, met Weerd, Ohé en Laak și Stevensweert.
1. ↑   https://gemeentegeschiedenis.nl Lipsește sau este vid: |title= (ajutor)